# آيت يحيى (مولاي عيسى بن إدريس)
آيت يحيى هي إحدى مشيخات المملكة المغربية، تتبع جغرافيا لإقليم أزيلال وإداريًا لمولاي عيسى بن إدريس. يقدر عدد سكانها بـ 16132 نسمة حسب الإحصاء الرسمي للسكان والسكنى لسنة 2004.